# 19993 Günterseeber
(19993) Gunterseeber, denumire internațională (19993) Günterseeber, este un asteroid din centura principală de asteroizi.

## Descriere
19993 Günterseeber este un asteroid din centura principală de asteroizi. A fost descoperit pe 10 octombrie 1990 la Tautenburg de Lutz Dieter Schmadel și Freimut Börngen. Asteroidul prezintă o orbită caracterizată de o semiaxă mare de 2,56 ua, o excentricitate de 0,25 și o înclinație de 3,7° în raport cu ecliptica.